# سیارک ۱۸۶۰۵
سیارک ۱۸۶۰۵ (به انگلیسی: 18605 Jacqueslaskar، نامگذاری:1998BL26) هجده هزار و ششصد و پنجمین سیارک کشف شده‌است که در ۲۸ ژانویه ۱۹۹۸ کشف شد.
قدر مطلق سیارک برابر ۱۲.۳ است.